# أرتيوم فومين
أرتيوم فومين (بالروسية: Фомин, Артём Валерьевич)‏ هو لاعب كرة قدم روسي في مركز الوسط، ولد في 8 يوليو 1988 في بييسك في روسيا. لعب مع إف كي أتيراو ودينامو بارنول وسبارتاك موسكو ونادي كايرات.